# 3040 Kozai
A 3040 Kozai (ideiglenes jelöléssel 1979 BA) egy marsközeli kisbolygó. William Liller fedezte fel 1979. január 23-án.